# Paradoks Curry’ego
Paradoks Curry’ego – jeden z paradoksów logicznych, podobnych do paradoksu kłamcy. Został nazwany na cześć amerykańskiego logika Haskela Curry’ego.
Rozważmy zdanie X: „jeśli to zdanie jest prawdziwe, to Słońce jest czarne”.
Zastanówmy się, czy zdanie to jest prawdziwe, czy nie. Jeśli jest, to wtedy słońce jest czarne, ale to nieprawda. A więc zdanie nie jest prawdziwe. Ale wówczas po lewej stronie implikacji mamy fałsz, a taka implikacja jest zawsze prawdziwa. A więc zdanie jest prawdziwe... itd.
Jest to paradoks podobny do paradoksu kłamcy (staje się dokładnie nim, kiedy podstawimy pod Y zdanie „X nie jest prawdziwe”) i jego źródło tkwi - podobnie jak tam - w odwoływaniu się zdania do swojej prawdziwości. Nie jest to więc zdanie, którego prawdziwość - zgodnie z definicją prawdy Tarskiego - można w ogóle rozpatrywać.